# Then Was Then — Now Is Now!
Then Was Then — Now Is Now! — студийный альбом американской певицы Пегги Ли, выпущенный в декабре 1965 года на лейбле Capitol Records. Аранжировки Сида Феллера.

## Отзывы критиков
| Оценки критиков                   | Оценки критиков |
| Источник                          | Оценка          |
| --------------------------------- | --------------- |
| AllMusic                          | [ 2 ]           |
| The Encyclopedia of Popular Music | [ 5 ]           |

Линдси Планер из AllMusic отметил, что певица демонстрирует широкий и несколько эклектичный стиль интерпретации.

## Список композиций
1. «Trapped (In the Web of Love)» (Джинн Бёрнс) — 2:07
2. «Losers Weepers (From the motion picture Marriage on the Rocks)» (Берт Кемпферт, Чарльз Синглтон, Эдди Снайдер) — 2:29
3. «Free Spirits» (Норман Мапп) — 1:53
4. «I Go to Sleep» (Рэй Дэвис) — 1:59
5. «Leave It To Love» (Ли Бёрк, Ирвинг Сатмари) — 2:04
6. «The Shadow of Your Smile (Love theme from The Sandpiper)» (Джонни Мэндел, Пол Фрэнсис Уэбстер) — 2:23
7. «They Say» (Дик Хаймен, Дэвид Манн, Джордж Дэвид Вайс) — 2:30
8. «Seventh Son» (Вилли Диксон) — 2:23
9. «Then Was Then (And Now Is Now)» (Сай Коулман, Пегги Ли) — 2:24
10. «Ev’rybody Has the Right to Be Wrong (At Least Once) (From the Broadway musical Skyscraper)» (Джимми Ван Хьюзен, Сэмми Кан) — 1:52
11. «(I’m Afraid) The Masquerade Is Over» (Элли Врубель, Херб Магидсон) — 4:01

## Участники записи
- Аранжировщик, музыкальный директор — Сида Феллера[англ.]
- Продюсер — Дейв Кавано[англ.]

Данные взяты из примечаний к альбому.